# トラヤヌスの門の戦い
トラヤヌスの門の戦いは、東ローマ帝国と第一次ブルガリア帝国との間で行われた戦いで、ブルガリアが勝利した。

## 経過
ブルガリアを征服したヨハネス1世の死後、東ローマ帝国に反旗を翻したサムイルは西部ブルガリアを拠点にし、東ローマ領やブルガリア旧領へ攻撃を繰り返していた。980年以降、サムイルはテッサリアに攻め込み、ラリッサを占領することに成功した。東ローマ皇帝バシレイオス2世はラリッサ陥落に衝撃を受け、バルダス・スクレロスの反乱が終息したこともあり、自らブルガリア討伐を決意し、親征を行うことにした。一方でヨハネス・スキュリツェスの年代記では、当時ドメスティコス・トーン・スコローンであったバルダス・フォカスや東方司令官たちにブルガリア遠征について伝える必要性を皇帝が考えていなかったとしてしている。
トラヤヌスの門と呼ばれる峠を進行中にブルガリア軍の待ち伏せ攻撃を受けて大敗し、バシレイオスも命からがらコンスタンティノープルに逃げ戻った。
ヨハネス・スキュリツェスの年代記の記すところによると、バシレイオス2世はレオン・メリセノスを後方に残し、トリアディツア（かつてのサルディカ）を出た所にある峠と谷を抜け、ストポニオンに要塞を急造し、四方八方に伏兵を配置していた。しかし、夜間にドメスティコス・トーン・スコローン・テース・ディセオース（西方スコライ軍団長官）でレオン・メリセノスと対立していた「小男のステファノス」がメリセノスの帝都進軍の虚報とメリセノス討伐および帝都帰還を進言し、バシレイオス2世はこれを要れてメリセノス討伐のための後退を指示してしまう。
これによる東ローマ軍後退に気づいたサムイルのブルガリア軍が全軍で東ローマ軍を攻撃し、東ローマ軍は皇帝の天幕や印も残して慌てて逃走し、ブルガリア軍に陣地を占領されてしまう。バシレイオス2世は無事峠を抜けてフィリップウポリスに戻るが、メリセノスが任務を守って後方を守備をしていることを知り、虚報をもたらした上に開き直った「小男のステファノス」に対して激怒してステファノスを投げ飛ばしたという。

## 結果
この戦いで勢いに乗ったサムイルは、1年後ブルガリア帝国の首都だったプレスラフ、プリスカを取り戻し、さらに多くのギリシャ人都市を占領していった。
一方、バシレイオス2世はこの敗戦や戦争中に傭兵への敬意を欠いていたことでブルガリア遠征から外されたバルダス・フォカスやエウスタティオス・マレイノスらアナトリアの貴族の不興を買ったことやコンスタンティノープルでの地震による民心動揺によりバルダス・フォカスの反乱が起こり、しばらくブルガリアに手を出せなくなり、バルダス・フォカスの反乱終結後も997年のスペルヒオス川の戦いまで苦戦することとなる。